# Distretto di Baruun Bajan-Ulaan
Il distretto di Baruun Bajan-Ulaan è uno dei diciannove distretti (sum) in cui è suddivisa la provincia del Ôvôrhangaj, in Mongolia. Conta una popolazione di 2 556 abitanti (censimento 2008)).